# Кипар на Светском првенству у атлетици у дворани 2016.
Кипар је на 16. Светском првенству у атлетици у дворани 2016. одржаном у Портланду (САД) од 17. до 20. марта учествовао петнаести пут. Репрезентацију Кипра представљао је један атлетичар, који се такмичио у трци на 800 метара.,
На овом првенству Кипар није освојио ниједну медаљу није је остварен неки резултат.

## Учесници
Мушкарци:
- Теофанис Михаелис — 800 м

## Резултати

### Мушкарци
| Атлетичарка       | Дисциплина | Лични рекорд | Квалификација | Квалификација | Финале               | Финале  | Детаљи |
| Атлетичарка       | Дисциплина | Лични рекорд | Резултат      | Место         | Резултат             | Место   | Детаљи |
| ----------------- | ---------- | ------------ | ------------- | ------------- | -------------------- | ------- | ------ |
| Теофанис Михаелис | 800 м      | 1:49,51      | 1:51,36       | 4. у гр. 3    | Није се квалификовао | 10 / 15 |        |